# Anonidium usambarense
Anonidium usambarense R.E.Fr. – gatunek rośliny z rodziny flaszowcowatych (Annonaceae Juss.). Występuje naturalnie w Tanzanii. 

## Morfologia
PokrójZimozielone drzewo. Młode pędy są owłosione.
LiścieMają podłużnie odwrotnie owalny kształt. Mierzą 25 cm długości oraz 9–10 cm szerokości. Nasada liścia jest rozwarta lub klinowa. Wierzchołek jest spiczasty. Ogonek liściowy jest owłosiony i dorasta do 5–7 mm długości.
KwiatySą zebrane w wierzchotkach. Rozwijają się na pniach i gałęziach (kaulifloria). Działki kielicha mają zaokrąglony kształt i dorastają do 4–5 mm długości. Płatki mają kształt od owalnego do lancetowatego. Osiągają do 2–5 cm długości.

## Biologia i ekologia
Rośnie w wilgotnych lasach. Występuje na wysokości około 900 m n.p.m.